# Settimane musicali al Teatro olimpico
Les Settimane musicali al Teatro olimpico (en français Semaines musicales au Teatro Olimpico) est un festival organisé à Vicence en 1992 dans le plus ancien théâtre couvert au monde, le Teatro olimpico, qui se déroule en mai et juin.